# Martköy, Şabanözü
Martköy là một xã thuộc huyện Şabanözü, tỉnh Çankırı, Thổ Nhĩ Kỳ. Dân số thời điểm năm 2010 là 212 người.